# Captain Marvel (filme)
Captain Marvel (bra: Capitã Marvel; prt: Captain Marvel (Capitão Marvel) ou Capitão Marvel) é um filme estadunidense de super-herói de 2019 baseado na personagem Carol Danvers da Marvel Comics. Produzido pelo Marvel Studios e distribuído pela Walt Disney Studios Motion Pictures, é o vigésimo primeiro filme do Universo Cinematográfico Marvel. O filme foi escrito e dirigido por Anna Boden e Ryan Fleck, com Nicole Perlman, Meg LeFauve e Geneva Robertson-Dworet também contribuindo para o roteiro. Brie Larson estrela como Carol Danvers, ao lado de Samuel L. Jackson, Ben Mendelsohn, Djimon Hounsou, Lee Pace, Lashana Lynch, Gemma Chan, Annette Bening, Clark Gregg e Jude Law. Em 1995, a história segue Danvers quando ela se torna a Capitã Marvel, após a Terra ser pega no centro de um conflito galáctico entre duas civilizações alienígenas.
O desenvolvimento do filme começou em maio de 2013 e foi oficialmente anunciado em outubro de 2014, tornando-se o primeiro filme de super-herói do Marvel Studios protagonizado por uma mulher. Nicole Perlman e Meg LeFauve foram contratadas para escreverem o filme no mês de abril, após enviarem interpretações separadas sobre a personagem, e pegaram emprestados elementos da história em quadrinhos "Guerra Kree-Skrull" de 1971, Roy Thomas. Larson foi anunciada como Danvers na San Diego Comic-Con de 2016, com Boden e Fleck contratados para dirigir em abril de 2017. Robertson-Dworet foi logo contratada para reescrever o roteiro, com o resto do elenco adicionado no início das filmagens. A filmagens locais começaram em janeiro de 2018, com a fotografia principal começando em março na Califórnia e concluindo em Louisiana em julho de 2018. Vários atores reprisam seus papéis dos filmes anteriores do UCM em Capitã Marvel, incluindo Jackson e Gregg, que foram digitalmente rejuvenescidos na pós-produção para refletir a ambientação do filme nos anos 1990.
Capitã Marvel estreou em Londres em 27 de fevereiro de 2019 e foi lançado nos Estados Unidos em 8 de março, como parte da Fase Três do UCM. O filme arrecadou mais de 1,1 bilhão de dólares em todo o mundo, tornando-se o primeiro filme de super-heróis protagonizado por uma mulher a ultrapassar a marca de um bilhão de dólares. Tornou-se o quinto filme de maior bilheteria de 2019 e foi o 23º filme de maior bilheteria de todos os tempos durante sua exibição. O filme recebeu elogios pelas atuações do elenco, principalmente de Larson. Uma sequência, The Marvels, está agendada para lançamento em 28 de julho de 2023.

## Enredo
Em 1995, no planeta Hala, capital do Império Kree localizado em uma galáxia distante, Vers, uma mulher membro da Starforce, sofre de amnésia e pesadelos recorrentes envolvendo uma mulher mais velha. Yon-Rogg, seu mentor e comandante, treina-a para controlar suas habilidades, enquanto a Inteligência Suprema, que comanda artificialmente os Krees, ordena que ela mantenha suas emoções sob controle.
Durante uma missão para resgatar um agente disfarçado infiltrado num grupo de Skrulls, metamorfos alienígenas com quem os Kree estão em guerra, Vers é capturada pelo comandante inimigo, Talos. Uma sonda das memórias de Vers os leva à Terra; Vers escapa e cai em Los Angeles. Sua presença atrai os agentes da S.H.I.E.L.D., Nick Fury e Phil Coulson, cuja investigação é interrompida por um ataque dos Skrulls. Na perseguição que se segue, Vers recupera um cristal contendo suas memórias extraídas, enquanto Fury mata um Skrull que se passava por Coulson. Talos, disfarçado como o chefe de Fury, Keller, ordena que Fury trabalhe com Vers e fique de olho nela.
Usando suas memórias extraídas, Vers e Fury vão para a instalação do Projeto Pegasus em uma base da Força Aérea dos Estados Unidos. Eles descobrem que Vers foi uma piloto que foi dada como morta em 1989 enquanto testava um motor a jato experimental projetado pela Dra. Wendy Lawson, que Vers reconhece como a mulher de seus pesadelos. Depois que Fury informa à S.H.I.E.L.D. sobre sua localização, uma equipe liderada por Talos, disfarçado de Keller, chega. Fury descobre os poderes de Talos e ajuda Vers a escapar em um jato de carga com o gato que era pertencente à Dra. Lawson, Goose. Eles voam rumo à Louisiana para conhecer a ex-piloto Maria Rambeau, a última pessoa a ver Vers e Lawson vivas.
Rambeau e sua filha Monica revelam que Vers é Carol Danvers, que era uma amiga muito próxima de Maria antes de sua "morte". Talos, chegando desarmado, explica que os Skrulls são refugiados em busca de um novo lar e que Lawson se chamava Mar-Vell, uma renegada cientista Kree que estava ajudando os Skrulls na guerra contra os Kree. Talos toca uma gravação da caixa-preta recuperada do jato onde Lawson estava no dia de sua morte, fazendo com que Danvers se lembre do acidente: Lawson foi morta por Yon-Rogg para evitar que ela destruísse o motor antes que os Kree pudessem recuperá-lo; destruindo o motor, Danvers absorveu a energia da explosão, ganhando poderes, mas perdeu sua memória, sendo posteriormente "adotada" pelos Kree.
Danvers, Talos, Fury e Rambeau localizam o laboratório encoberto de Lawson orbitando a Terra, onde Lawson escondeu vários Skrulls, incluindo a família de Talos, e o Tesseract, a fonte de energia do motor de Lawson. Lá, Danvers é capturada pela Starforce e interage com a Inteligência Suprema em seu inconsciente. Durante a conversa, Danvers remove o implante que os Kree haviam lhe acoplado para suprimir seus poderes, permitindo que ela alcance todo o seu potencial. Na batalha subsequente, Fury recupera Goose, que é revelado ser um Flerken alienígena; Goose engole o Tesseract antes de cegar o olho esquerdo de Fury com um arranhão. Danvers destrói uma nave capital de Kree, forçando o oficial dos Kree, Ronan, o Acusador, e seu exército a se retirarem; posteriormente Danvers derrota Yon-Rogg numa luta na Terra e o manda de volta para Hala através de uma pequena nave, deixando uma advertência à Inteligência Suprema com ele.
Danvers parte para ajudar os Skrulls a encontrar um novo lar, deixando com Fury um pager modificado para contatá-la em uma emergência. Enquanto isso, Fury elabora uma iniciativa para localizar outros heróis como Danvers, batizando-a de "Avengers", após ver uma inscrição no jato de Danvers da época da Força Aérea em uma fotografia.
Em uma cena no meio dos créditos, ambientada nos dias atuais, o pager de Fury, que foi ativado logo após o estalar da manopla de Thanos, está sendo monitorado pelos Vingadores, até que Danvers aparece, perguntando onde Fury está. Na cena pós créditos, Goose sobe na mesa de Fury e cospe o Tesseract.

## Elenco
- Brie Larson como Carol Danvers / Vers / Capitã Marvel:
Uma ex-pilota da Força Aérea dos EUA e membro de uma unidade militar de elite Kree chamada Starforce. Ela recebeu força sobre-humana, projeção de energia e voo, após a exposição à energia do Tesseract.[11][12][13][14] Larson descreveu Danvers como uma "crente na verdade e na justiça" e uma "ponte entre a Terra e o espaço. Ela está lutando entre as falhas que estão dentro dela e todo bem que ela quer tentar espalhar e tornar o mundo um lugar melhor".[15] Larson também chamou Danvers de agressiva, temperamental e invasiva—atributos que a ajudam em uma luta, mas provam ser falhas de caráter.[16] O presidente da Marvel Studios, Kevin Feige, afirmou que Larson foi escalada porque tem a capacidade de equilibrar os vastos poderes da personagem com sua humanidade e falhas relatórias.[17] Larson estava inicialmente hesitante em aceitar o papel, mas "não podia negar o fato de que este filme é tudo o que me interessa, tudo o que é progressivo e importante e significativo, e um símbolo que eu desejei ter desenvolvido".[18] Em relação à preocupação de que Larson era muito jovem para retratar Danvers, uma hábil aviadora, a roteirista inicial Nicole Perlman consultou a Força Aérea, que disse que não estava fora do campo de possibilidade de alguém "ir muito longe" entre 28 e 34 anos.[19] Larson visitou a Base da Força Aérea de Nellis e se reuniu com aviadoras em serviço ativo, incluindo a Brigadeiro-General Jeannie Leavitt e o piloto dos Thunderbirds, Major Stephen Del Bagno, em preparação para o papel.[20][21][22] Carol Danvers é interpretada aos treze anos por Mckenna Grace,[20][23][24] e aos seis anos por London Fuller.[24]
- Samuel L. Jackson como Nick Fury:
O futuro diretor da S.H.I.E.L.D., que na época era um burocrata de baixo escalão.[25][26] Fury aparece sem o seu tapa-olho, já que o filme é ambientado na década de 1990, antes dele perder seu olho.[27] Feige explicou que Danvers é o primeiro super-herói que Fury encontrou,[28] o que o coloca em um caminho para trabalhar com heróis nos futuros filmes do UCM.[29] Jackson descreveu Fury neste ponto como um burocrata, que ainda não se tornou cínico em relação à burocracia e que aprende no filme que existem seres superpoderosos que poderiam ajudar a S.H.I.E.L.D.[30] Jackson acrescentou que confiar em Danvers desempenha um papel fundamental em seu desenvolvimento, à medida que se tornam "compatriotas" ao longo do filme.[31] Jackson foi rejuvenescido digitalmente em 25 anos, a primeira vez que a Marvel fez isso para um filme inteiro.[32]
- Ben Mendelsohn como Talos / Keller:
O líder transmorfo dos Skrulls que se disfarça como Keller, chefe de Fury na S.H.I.E.L.D..[33][34][35] Mendelsohn descreveu Keller como "certinho" em comparação com a persona Skrull "mais descontraída" de Talos. Mendelsohn usa um sotaque americano inspirado no ex-secretário de Defesa dos Estados Unidos, Donald Rumsfeld, para Keller, e seu sotaque australiano nativo para Talos; este último foi escolhido, após uma "longa discussão", devido ao que Mendelsohn chamou de "correção terrena". A maquiagem e as próteses necessárias para retratar Talos levaram "algumas horas" para serem aplicadas.[33] O produtor executivo Johnathan Schwartz acrescentou que "é meio divertido mostrar os poderes de Skrull e o alcance de Ben como ator" com o personagem.[31] Talos também assume a forma de uma surfista interpretada por Emily Ozrey e Abigaille Ozrey, e um disfarce de soldado Kree interpretado por Duane Henry.[24] Uma das primeiras versões do roteiro tinha o personagem morrendo no filme.[36]
- Djimon Hounsou como Korath:
Um espadachim Kree e segundo no comando da Starforce.[37][38] Hounsou explicou que Korath estava "na infância" no filme em comparação com sua aparição em Guardians of the Galaxy (2014), mas "ainda era uma máquina sem humor".[39]
- Lee Pace como Ronan, O Acusador:
Um oficial Kree de alto escalão.[37][40] Comparado com sua aparição em Guardians of the Galaxy, Ronan ainda não é um "fanático radical", com seu papel no exército Kree cruzando-se com a Starforce "de uma maneira interessante".[31]
- Lashana Lynch como Maria Rambeau:
Uma das amigas mais antigas de Danvers e outra pilota da Força Aérea dos EUA que atende pelo nome de "Photon". Ela é uma mãe solteira para a filha Monica.[41] Lynch descreveu Rambeau como "resiliente" e alguém "que você acha que não precisa ajudar".[41] Larson chamou Rambeau de "a representação do amor" no filme e "uma incrível fodona". Ela descreveu a amizade entre Danvers e Rambeau como igual, com "uma competitividade lúdica [e um] respeito mútuo".[42] Como Larson, Lynch se reuniu com aviadores em atividade em preparação para o papel. Em particular, ela se encontrou com pilotas que também são mães. Lynch estava animada para retratar uma personagem do qual o público se orgulharia e com a qual poderia se relacionar, especialmente mães e membros da comunidade negra, ajudando a continuar "uma linha de fundo real" para personagens afro-americanos no UCM após Black Panther (2018).[41]
- Gemma Chan como Minn-Erva:
Uma atiradora de elite Kree membra da Star Force.[39][43][44][45] Chan explicou que Minn-Erva era "a estrela da Starforce" antes de Danvers se juntar à equipe e está "levemente ameaçada por outra pessoa que entrou e também é muito talentosa".[39]
- Annette Bening como Inteligência Suprema e Mar-Vell / Dra. Wendy Lawson:
A Inteligência Suprema é uma inteligência artificial que é a personificação coletiva das maiores mentes do povo Kree e a governante do Império Kree.[46][47] Ela aparece em diferentes formas para cada pessoa,[31] para Vers ela parece especificamente como a cientista rebelde Kree Mar-Vell, que se disfarçou na Terra como a chefe de Danvers, Dra. Wendy Lawson.[48] Mar-Vell foi originalmente escrito como um interesse amoroso masculino para Danvers como nos quadrinhos, mas depois de lutar para escalar a personagem, a co-diretora Anna Boden sugeriu que eles escalassem uma mulher e a amarrassem no enredo da Inteligência Suprema combinando essas personagens. Boden disse que Bening era "régia" como a Inteligência Suprema e "casual, fria e descontraída" como Lawson.[49] Feige disse que mudar o gênero de Mar-Vell foi importante para o desenvolvimento de Danvers no filme, dando a ela uma mentora.[50]
- Clark Gregg como Phil Coulson:
Um agente novato da S.H.I.E.L.D. que trabalha com Fury.[25] Gregg disse que o filme seria "o mais cedo que teremos visto [Coulson no UCM], então quando ele diz, 'Sr. Stark, este não é meu primeiro rodeio' em Iron Man (2008), este é talvez o rodeio que ele está falando".[51] Ele teve que trabalhar para retratar Coulson "um pouco menos rabugento e cansado", pois ele está no presente do UCM.[25] Embora Coulson tenha encontrado os Krees na série de televisão Agents of S.H.I.E.L.D., Schwartz observou que Captain Marvel não precisaria se preocupar com isso, já que é uma prequela em que os Krees nem mesmo são "parte de seu vocabulário".[52] Como Jackson, Gregg foi rejuvenescido digitalmente em 25 anos.[32]
- Jude Law como Yon-Rogg:
O comandante da Starforce e mentor de Danvers, que a treina para usar seus novos poderes.[24][53] Law disse que seu personagem é "movido pela crença na liderança divina do povo Kree. Então ele é quase um guerreiro devoto—inquestionável, conservador, mas inspirador". Law também afirmou que seu personagem tem uma relação especial com Danvers, a quem ele vê como uma protegida, o que se torna uma fonte de tensão no filme com os outros membros da Starforce. Robert Downey Jr., que interpreta Tony Stark nos filmes do UMC e co-estrelou com Law em Sherlock Holmes (2009) e sua sequência (2011), o aconselhou a trabalhar com a Marvel antes de Law pegar o papel.[43]

Membros adicionais da Starforce incluem Algenis Pérez Soto como Att-Lass, o atirador da equipe, e Rune Temte como Bron-Char, o "cara maior e mais forte que luta com os punhos". A filha de Maria, Monica Rambeau, é interpretada por Akira e Azari Akbar com onze e cinco anos, respectivamente. Sharon Blynn interpreta Soren, esposa de Talos. Robert Kazinsky aparece como um motociclista apelidado de "The Don". Vik Sahay interpreta um Torfan, enquanto Chuku Modu interpreta o espião Kree, Soh-Larr. Colin Ford aparece como o irmão de Danvers, Steve, e Kenneth Mitchell interpreta seu pai. O gato de Danvers dos quadrinhos, Chewie (batizado em homenagem ao personagem Chewbacca de Star Wars), aparece no filme renomeado como Goose em homenagem ao personagem de Top Gun (1986), Nick "Goose" Bradshaw. Seu nome foi mudado já que Star Wars é uma franquia contemporânea e não específica para Danvers, ao contrário de Top Gun que é sobre pilotos. Goose é interpretado por quatro gatos diferentes, cada um escolhido por suas ações e personalidade: Reggie, Archie, Rizzo e Gonzo.
Os pilotos da Força Aérea da vida real, Matthew "Spider" Kimmel e Stephen "Cajun" Del Bagno, aparecem como eles próprios. Del Bagno morreu meses antes do lançamento do filme e o longa foi dedicado à sua memória. A escritora dos quadrinhos da Capitã Marvel, Kelly Sue DeConnick, faz uma aparição especial como um transeunte da estação de trem e Stan Lee, co-criador do Capitão Marvel, aparece postumamente como ele mesmo memorizando as falas de sua participação em Mallrats (1995). Reprisando seus papéis na cena no meio dos créditos estão Chris Evans como Steve Rogers / Capitão América, Scarlett Johansson como Natasha Romanoff / Viúva Negra, Mark Ruffalo como Bruce Banner / Hulk e Don Cheadle como James Rhodes / Máquina de Combate.

## Produção

### Desenvolvimento
Temos falado muito sobre ... como escrever uma super-heroína feminina forte sem torná-la um Superman com seios. ... [Nós] temos esse vai-e-vem constante sobre como contar uma história que é atraente, divertida, comovente, arrasadora e divertida, e também estamos cientes de quais podem ser essas implicações maiores.

—A roteirista inicial Nicole Perlman sobre a criação da primeira super-heroína feminina protagonista do Marvel Studios.
Em maio de 2013, a sala de roteiristas do Marvel Studios havia produzido um roteiro de um filme com a Ms. Marvel, um pseudônimo usado pela personagem Carol Danvers antes de assumir o manto de Capitã Marvel. Mais tarde, naquele ano, o produtor executivo Louis D'Esposito disse que o estúdio estava interessado em um filme de super-herói protagonizado por uma mulher e tinha muitas "personagens femininas fortes" para escolher, sugerindo Capitã Marvel, Viúva Negra, Pepper Potts ou Peggy Carter como possíveis candidatas. Kevin Feige, presidente do Marvel Studios, disse que se a Marvel fosse fazer um filme protagonizado por mulheres, ele preferiria que fosse um personagem novo para o Universo Cinematográfico Marvel como a Capitã Marvel, que poderia receber uma história de origem. Em agosto de 2014, Feige declarou que o desenvolvimento de um filme da Capitã Marvel havia começado, e disse que o público perguntou sobre o projeto com mais frequência do que Homem de Ferro 4 ou Vingadores: Guerra Infinita.
Em outubro de 2014, Feige anunciou que Captain Marvel seria o primeiro filme protagonizado por uma mulher e teria foco em Carol Danvers. Foi dada uma data de lançamento de 6 de julho de 2018, como parte de sua lista de filmes da Fase Três. Ele disse que o filme estava em desenvolvimento há quase tanto tempo quanto filmes como Guardiões da Galáxia (2014) e Doutor Estranho (2016), e um de seus maiores desafios seria equilibrar as aventuras "terrestres" da personagem com seus poderes cósmicos. Feige disse que um roteirista e um diretor seriam anunciados em breve para o filme, e cineastas femininas estavam sendo consideradas para o projeto, mas ele não podia prometer que cineastas de um determinado grupo demográfico seriam contratados para o filme.
Em fevereiro de 2015, a Marvel adiou a data de lançamento para 2 de novembro de 2018, para acomodar Homem-Aranha: De Volta ao Lar (2017). No início de abril, Feige revelou que a Capitã Marvel apareceu em um rascunho inicial do roteiro de Vingadores: Era de Ultron (2015), mas a Marvel optou por remover a aparição porque eles não queriam apresentar a personagem antes de serem capazes de explorar sua história de origem e personalidade. Ele também disse que a Marvel anunciaria os roteiristas do filme dentro de algumas semanas, e em meados de abril, a co-roteirista de Guardiões da Galáxia, Nicole Perlman e a co-roteirista de Divertida Mente (2015), Meg LeFauve, foram anunciadas para escrever o roteiro. A dupla foi formada como uma equipe de roteiristas depois de impressionar Feige com interpretações separadas da personagem, e começaram a trabalhar no filme dentro de um mês. LeFauve considerou a personagem uma super-heroína "maravilhosa" e um desafio, acreditando que o nível de poder da personagem poderia levar à "maldição do Superman" de ser invulnerável. Além disso, LeFauve e Perlman descobriram que escrever uma "história sobre um ser humano e não ficar muito sobrecarregada com a preocupação de representar todas as mulheres" funcionava melhor ao abordar a história. Um artigo sobre garotas aprendendo a programar, e quando elas encontravam problemas desistiam, permitiu que LeFauve e Perlman considerassem questões sobre as mulheres serem ensinadas que não podem cometer erros ou abraçar seu próprio poder. Isso ajudou a dupla a perceber que "parte de abraçar seu poder é o fracasso" e vê-lo "mais como um feedback do que como seu personagem".

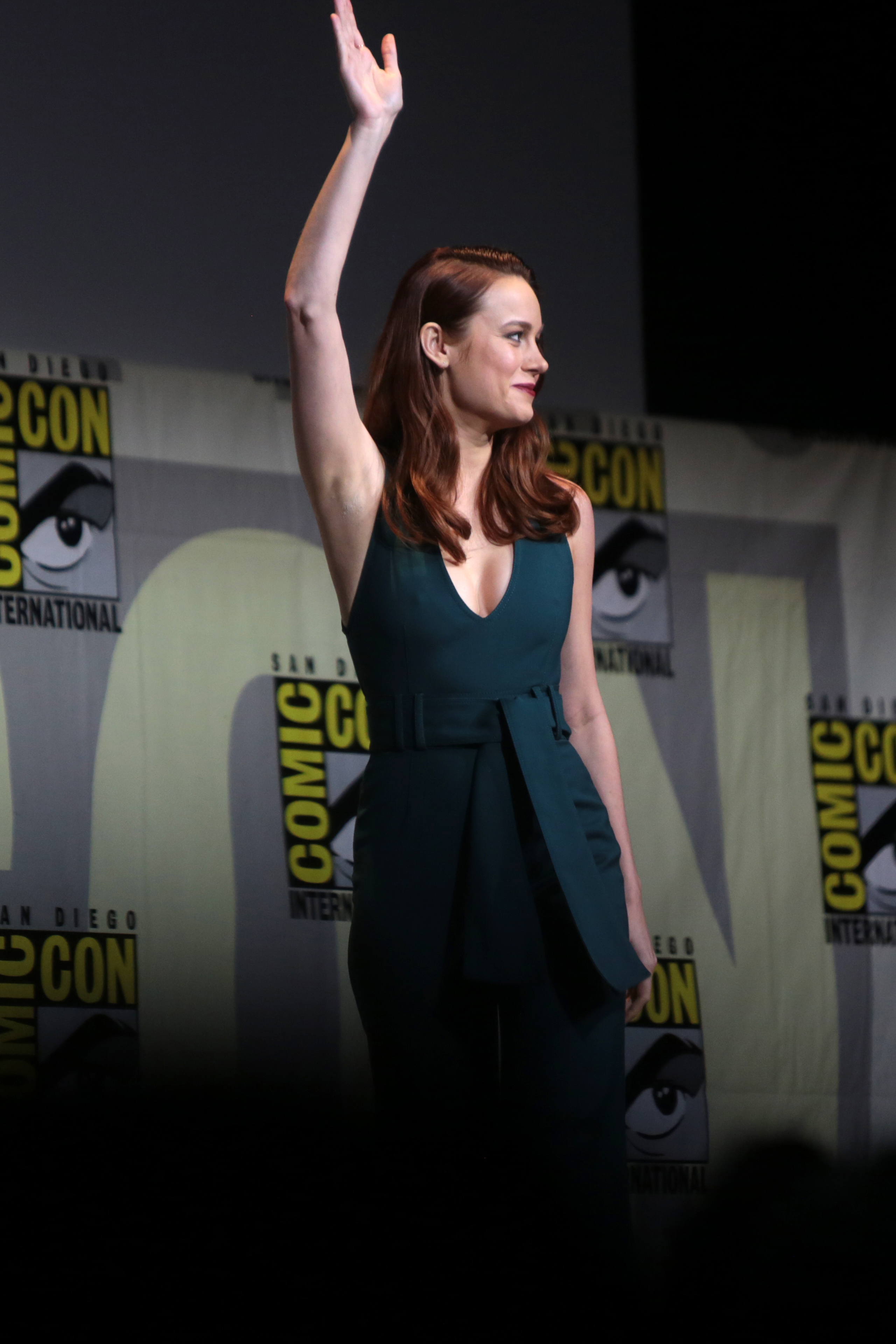
Brie Larson na San Diego Comic-Con International 2016, após ser anunciada no papel da Capitã Marvel.

Em maio, a Marvel teve conversas com Ava DuVernay sobre dirigir Captain Marvel ou Pantera Negra (2018), que Feige confirmou um mês depois, dizendo que se encontrou com DuVernay entre vários outros diretores e esperava que uma decisão fosse tomada em meados de 2015. Em setembro, Feige disse que o processo de escalação de elenco não começaria antes de 2016, já que o estúdio não queria tentar escalar Carol Danvers até que decidissem a direção da personagem no roteiro, bem como a estrutura do filme e o papel da personagem no restante dos filmes da Fase Três da Marvel. O produtor Jeremy Latcham elaborou que "acertar a personagem primeiro vai liderar o ataque". Em outubro de 2015, a Marvel alterou a data de lançamento novamente, desta vez mudando para 8 de março de 2019, por causa de Homem-Formiga e a Vespa (2018).
Feige afirmou em abril de 2016 que um diretor seria anunciado dentro de alguns meses e que os primeiros membros do elenco seriam anunciados em meados de 2016. Ele também mencionou que o filme seria sobre Carol Danvers se tornando a Capitã Marvel. No mês seguinte, o nome da cineasta independente Emily Carmichael apareceu como uma possível candidata a dirigir o filme e, em junho, Brie Larson surgiu como a favorita para interpretar a Capitã Marvel. Larson foi confirmada para o papel na San Diego Comic-Con International em 2016. Ela deveria ganhar 5 milhões de dólares com o filme. Larson inicialmente hesitou em aceitar o papel, mas "não pude negar o fato de que este filme é tudo que me interessa, tudo que é progressivo e importante e significativo, e um símbolo que eu gostaria de ter crescido". Ela foi capaz de trazer para o papel "algumas daquelas coisas [profundamente emocionais]" que ela havia usado em "papéis mais dramáticos" feitos anteriores. Larson sentiu que isso diferenciaria Captain Marvel de outros filmes de super-heróis. Também na Comic-Con, Feige disse que a busca por um diretor havia reduzido a dez candidatos e esperava anunciar a escolha final nos próximos meses.
Perlman revelou em agosto que a história de origem da personagem foi mudada para o filme devido a semelhanças com o personagem Lanterna Verde da DC Comics, com Feige explicando que a nova história é centrada em Danvers encontrar suas limitações e vulnerabilidades. Ele acrescentou que Danvers é a personagem mais poderosa do UCM e se tornaria muito importante na franquia. O produtor Nate Moore disse que o filme evita a estrutura tradicional de muitas histórias de origem do UCM, que ele descreveu como uma personagem que tem um problema antes de ganhar "poderes no final do primeiro ato, e no final do segundo ato eles aprendem sobre os poderes, no terceiro ato eles provavelmente lutam contra um vilão que tem uma função dos mesmos poderes"; em vez disso, Danvers começa o filme já tendo adquirido seus poderes.
Em outubro de 2016, Feige admitiu que o anúncio de um diretor estava demorando mais do que o esperado e explicou que o estúdio agora estava esperando que mais da história do filme fosse definida no roteiro para que eles pudessem conversar com possíveis diretores sobre ele. Mais uma vez falando sobre a contratação de uma cineasta feminina para dirigir o filme, Feige disse que não achava que seria um requisito fazer uma "grande versão" do filme, mas era algo que a Marvel sentiu que era importante considerar, mesmo que aquela cineasta não soubesse muito sobre os quadrinhos, pois “elas só precisam se apaixonar por ela assim que a conhecerem. É incrível ver todos os cineastas lendo [o material de origem] e saber, 'Oh, uma mulher está escrevendo agora' ", falando em particular sobre a run de Kelly Sue DeConnick nos quadrinhos. Feige esperava que um diretor fosse anunciado até o final de 2016; no entanto, Perlman e LeFauve entregaram um tratamento do roteiro em dezembro, adiando reuniões adicionais com candidatos a diretor para o início de 2017.
Em fevereiro de 2017, Perlman afirmou que, apesar dela e LeFauve terem sido contratados quase um ano antes, a dupla só recentemente havia recebido suas "ordens de marcha" para o roteiro, afirmando que um dos motivos do atraso foi descobrir onde o filme se encaixaria no UCM. Perlman também falou sobre a feminilidade da personagem, sentindo que era importante ter certeza de que ela não era "alguém que é uma heroína apesar de sua feminilidade ... ser mulher faz parte de sua força". Os roteiristas também levaram em consideração os tropos que poderiam estar diminuindo para uma personagem feminina, mas não para personagens masculinos, como coisas que eles não teriam se preocupado em escrever para o Homem de Ferro, mas não fizeram da mesma forma para a Capitã Marvel.

### Pré-produção
Esta não é uma super-heroína perfeita ou sobrenatural. ... [O que a torna especial é o quão humana ela é. Ela é engraçada, mas nem sempre conta piadas boas. E ela pode ser teimosa e imprudente e nem sempre toma as decisões perfeitas por si mesma. Mas em seu âmago, ela tem muito coração e muita humanidade—e toda a sua bagunça.

—Co-diretora Anna Boden sobre a personagem-título do filme.
A Marvel contratou Anna Boden e Ryan Fleck para dirigir Captain Marvel em abril de 2017, depois que a dupla impressionou o estúdio em várias reuniões com sua visão da personagem e por causa de sua experiência de trabalho tanto na televisão quanto no cinema. Feige disse que ele e a Marvel ficaram particularmente impressionados com a capacidade de Boden e Fleck de criar uma gama diversificada de histórias baseadas em personagens em todas as suas obras. Feige sentiu que o filme tinha que se concentrar na complexidade e relacionabilidade da personagem de Carol Danvers, sem se prender aos vilões e aos efeitos especiais, e pensou que Boden e Fleck poderiam fornecer o foco dessa personagem. As filmagens estavam programadas para começar em janeiro de 2018, no Pinewood Atlanta Studios, no Condado de Fayette, na Geórgia, mas Feige disse que não esperava que começasse antes de fevereiro.
Em julho de 2017, Samuel L. Jackson foi confirmado para aparecer no filme reprisando seu papel como Nick Fury. Larson, que trabalhou com Jackson em Kong: Ilha da Caveira (2017), pressionou pela presença de Fury no filme. Na San Diego Comic-Con de 2017, Feige revelou que o filme se passaria na década de 1990 e os Skrulls atuariam como vilões do longa, permitindo que apareçam elementos da história da "Guerra Kree-Skrull". Ao estabelecer o filme na década de 1990, Feige observou que Danvers seria "o herói singular", embora ainda lhe desse uma posição definitiva na linha do tempo no UCM. O produtor executivo Jonathan Schwartz disse que estabelecer o filme na década de 1990 foi uma ideia desde o início do processo de desenvolvimento e deu a personagem um lugar especial e um significado dentro do UCM. Também permitiu ao filme fazer conexões para traçar detalhes de outros filmes do UCM que são ambientados posteriormente na linha do tempo. Com relação aos elementos da "Guerra Kree-Skrull" usados no filme, Schwartz disse que alguns elementos de paranoia seriam apresentados, mas não estariam relacionados ao Ato Anti-Super-Herói como nos quadrinhos. Ele acrescentou que o conflito Kree-Skrull seria principalmente um "plano de fundo e sustentação mitológica" para o filme. Em resposta aos anúncios da Comic-Con, Graeme McMillan do The Hollywood Reporter comparou o filme com Capitão América: O Primeiro Vingador (2011) e com filme Mulher-Maravilha (2017) do Universo Estendido DC, já que também foram ambientados décadas antes dos dias atuais. Ao estabelecer o filme na década de 1990, McMillan sentiu que criaria a questão de "o que aconteceu com a Capitã Marvel para tirá-la de campo antes dos filmes da Marvel que vimos até agora?".

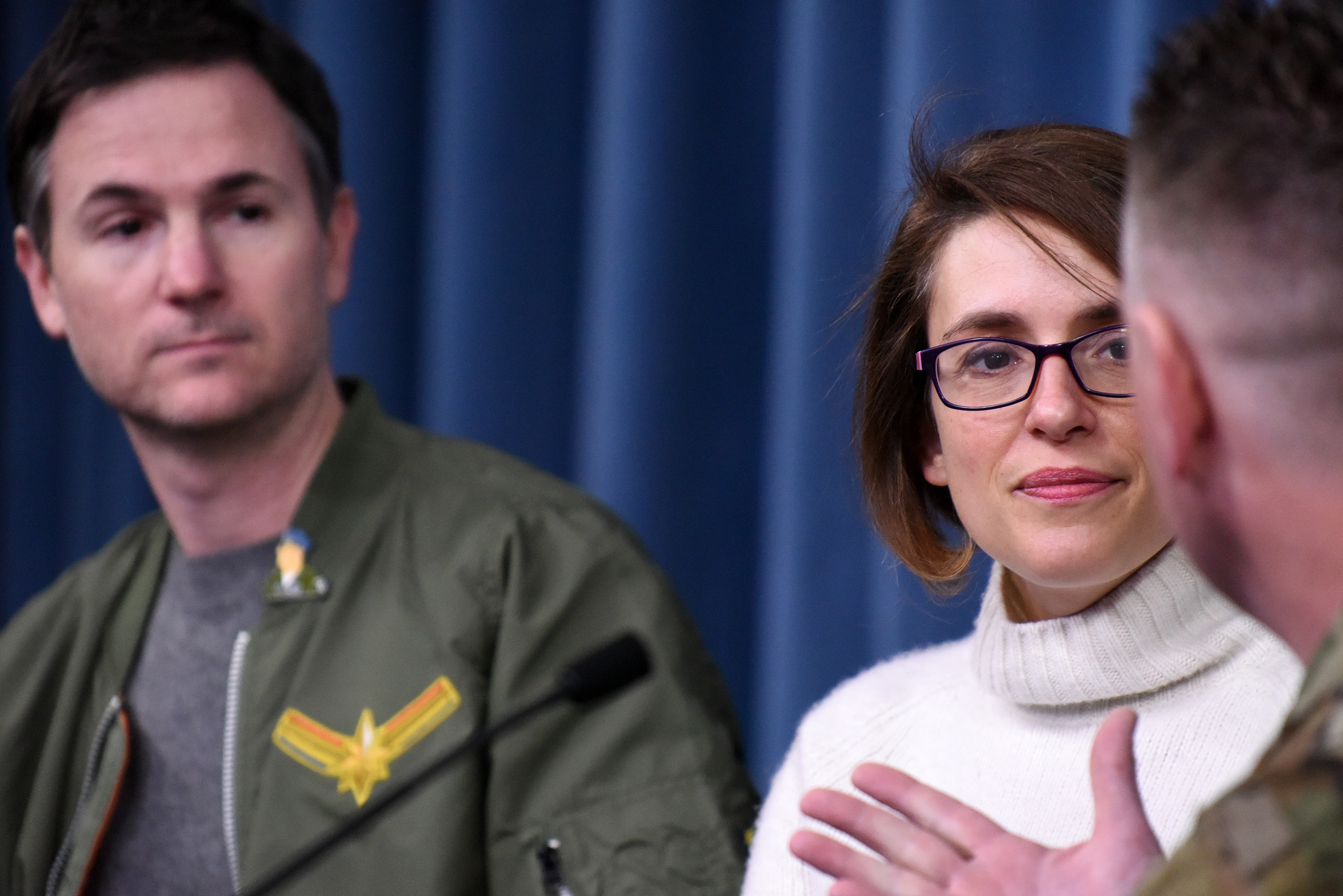
Os diretores Ryan Fleck e Anna Boden falando no Pentágono em março de 2019.

Também em julho, a California Film Commission concedeu um crédito fiscal de 20,7 milhões de dólares para a produção, chegando nos primeiros 100 milhões de dólares gastos em despesas qualificadas no estado, tornando a Califórnia o principal local de filmagem para Captain Marvel. D'Esposito ficou entusiasmado com isso, já que a sede e as instalações de pós-produção do Marvel Studios também ficam no estado, o que permite agilizar o processo de produção deste e de outros filmes. A concessão do crédito tributário dependia do início das filmagens em 180 dias. A Marvel planejou gastar 118,6 milhões de dólares filmando no estado, para um valor líquido de 97,8 milhões de dólares após a aplicação do crédito fiscal. Schwartz disse que uma das razões pela qual Los Angeles foi escolhida para as filmagens foi porque "não há mais grandes filmagens sendo feitas em Los Angeles, então estranhamente parece um território novo para um filme como este".
Geneva Robertson-Dworet foi contratada em meados de agosto para assumir as funções de roteiro de Captain Marvel depois que LeFauve deixou o projeto para co-dirigir Gigantic para a Disney Animation. Perlman também deixou o projeto, mas afirmou que a história em que ela e LeFauve trabalharam nos primeiros rascunhos seria mantida no roteiro final. Robertson-Dworet descreveu o filme como uma comédia de ação e comparou seu roteiro a um que escreveu para Tomb Raider (2018) antes que o filme assumisse um tom mais dramático. Ela acrescentou que era importante para toda a equipe de criação manter os elementos cômicos do filme e o atrevimento da personagem de Danvers. Robertson-Dworet também deu crédito a Boden por ajudar a moldar a voz de Danvers no filme e o desejo de "abrir nosso próprio caminho e garantir que não estaríamos reformando o mesmo território [após o lançamento de Mulher-Maravilha] e mostrando todas as facetas do que as mulheres são capazes". Feige acrescentou que Captain Marvel teria cenas de ação que prestariam homenagem aos filmes de ação dos anos 1990, incluindo O Exterminador do Futuro 2 - O Julgamento Final (1991), uma vez que o gênero de ação dos anos 1990 era um dos gêneros que o Marvel Studios queria explorar. Ele também afirmou que grande parte do filme se passaria no espaço sideral. RoboCop (1987), Operação França (1971) e A Conversação (1974) também serviram de influências para Captain Marvel. Falando especificamente de RoboCop, os diretores foram atraídos por "essa ideia de um personagem que está se descobrindo e descobrindo seu passado" e como isso poderia se conectar com a história que eles estavam contando em Captain Marvel. Kelly Sue DeConnick e o físico quântico Spyridon Michalakis, do Instituto de Informação Quântica e Matéria do Instituto de Tecnologia da Califórnia, foram consultores para o filme.
Em outubro, as filmagens estavam programadas para começar em março de 2018. Feige disse que o filme teria um papel significativo na criação de Vingadores: Ultimato, que estava programado para ser lançado após Captain Marvel. Ben Mendelsohn entrou em negociações para se juntar ao filme como o principal vilão, tendo trabalhado anteriormente com Boden e Fleck no filme Mississippi Grind (2015). Eles o tinham em mente como o vilão de Captain Marvel quando começaram a trabalhar na história do filme, e Mendelsohn concordou em interpretar o papel logo após discutir o filme com os diretores. Em novembro, Jude Law estava em negociações para aparecer no filme, que na época seria no papel de Walter Lawson / Mar-Vell. Keanu Reeves também foi considerado para o papel, antes de recusar. Em janeiro de 2018, DeWanda Wise foi escalada como Maria Rambeau, e Mendelsohn e Law foram confirmados para serem escalados.

### Filmagens

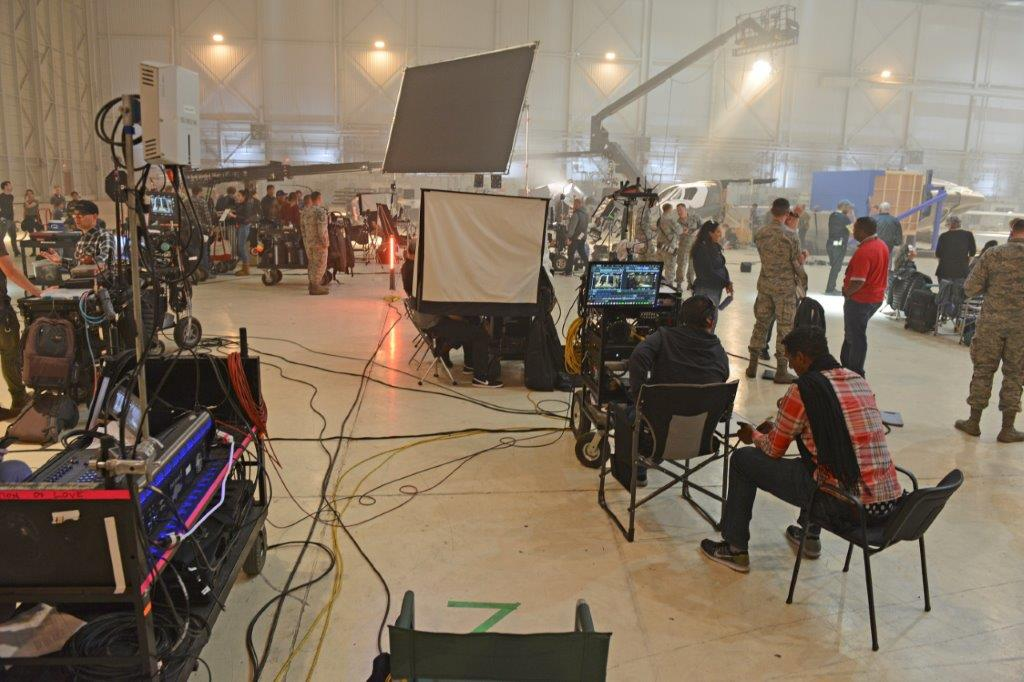
Filmagens de Captain Marvel na Base Aérea de Edwards em abril de 2018.

As filmagens locais ocorreram no final de janeiro de 2018. Fotos do set tiradas naquela época mostravam Larson em um uniforme verde e preto ao invés do familiar traje vermelho e azul da personagem. Feige respondeu dizendo que a Marvel aceita o risco de fotos do cenário vazarem como consequência da filmagem em locações e sentiu que "a maioria das pessoas são experientes o suficiente para saber que estão vendo uma foto de bastidores, completamente fora de contexto". Ele acrescentou que uma grande quantidade de cenas no filme seria filmada no local.
Um mês depois, Gemma Chan se juntou ao elenco como Minn-Erva. Em meados de março, DeWanda Wise retirou-se do filme devido a um conflito de agenda com a série de televisão, She's Gotta Have It. Lashana Lynch entrou em negociações para substituir Wise no dia seguinte e foi confirmada no papel no final do mês. Naquela época, a Marvel revelou que Djimon Hounsou, Lee Pace e Clark Gregg foram confirmados para reprisar seus respectivos papéis de Korath, Ronan o Acusador e Phil Coulson de filmes anteriores do UCM; como esses personagens foram todos mortos em suas aparições anteriores, Richard Newby do The Hollywood Reporter descreveu o filme como uma oportunidade única para "fortalecer a presença [dos personagens] que podem não ter vivido de acordo com seu potencial". A Marvel também anunciou que Algenis Perez Soto, Rune Temte e Mckenna Grace foram escalados, e revelou que Boden, Fleck e a equipe de roteiristas de Liz Flahive e Carly Mensch contribuíram para o roteiro do filme junto com LeFauve, Perlman e Robertson-Dworet. Bek Smith, que anteriormente foi membro do programa de roteiristas da Marvel, fez reescritas não-creditadas durante a produção.
A fotografia principal começou em 19 de março em Los Angeles, no Sony Studios sob o título provisório "Open World". Schwartz afirmou que "Open World" foi escolhido como um título provisório porque comparou o filme a um videogame de mundo aberto que poderia ir em várias direções, que é como a produção se sentiu sobre a história de Captain Marvel na época. Uma cena de carnaval de 1986 foi filmada naquela semana no Jim Hall Racing Club em Oxnard, Califórnia. As filmagens de Captain Marvel em Los Angeles, juntamente com outros filmes de grande orçamento que aproveitaram o programa de crédito fiscal aprimorado da Califórnia, ajudaram a aumentar a produção local de filmes na área em 11,7% no primeiro trimestre de 2018, em comparação com o mesmo período em 2017, o primeiro aumento de dois dígitos desde o quarto trimestre de 2015. As filmagens em Shaver Lake fora de Fresno, Califórnia, estavam programadas para acontecer em abril, mas foram adiadas para meados de maio. No final de abril, Feige afirmou que quase metade das filmagens haviam sido concluídas. No mês seguinte, Annette Bening se juntou ao elenco em um papel não revelado. As filmagens adicionais dentro e ao redor da área de Los Angeles incluíram Simi Valley, Base Aérea de Edwards e Lucerne Valley. No final de junho, a produção foi transferida para Baton Rouge, Luisiana e Nova Orleães por duas semanas. Um boneco de gato realista foi usado no set, pois Larson é alérgica a gatos. Cenas no interior do Quadjet foram filmadas no set usado para representar o interior dos Quinjets na série de televisão Agents of S.H.I.E.L.D. As filmagens foram concluídas em 6 de julho.
O diretor de fotografia Ben Davis filmou principalmente em câmeras de grande formato Arri Alexa 65, gostando de como a câmera representava os figurinos do filme. Davis, que anteriormente atuou como diretor de fotografia em Guardiões da Galáxia, Vingadores: Era de Ultron e Doutor Estranho (2016), observou que havia um "ponto de partida" nas imagens de Captain Marvel vindo da década de 1990. Para alcançar a estética dos anos 1990, Davis primeiro tentou utilizar técnicas de pós-produção para transmitir uma aparência de época, mas descobriu que isso apenas suavizou a imagem. Ele então tentou usar lentes vintage Cooke Panchro e Canon K-35, mas elas não eram compatíveis com o formato grande do sistema de câmera Arri Alexa. Davis acabou contratando Dan Sasaki, da Panavision, para fazer novas lentes para as cenas de época que pudessem funcionar com as câmeras. Davis inicialmente não pretendia usar essas lentes em cenas ambientadas no espaço para diferenciá-las, mas acabou usando as lentes para alguns close-ups ambientados no espaço porque gostava da aparência.

### Pós-produção
O início das filmagens adicionais foi confirmada por meio de fotos do set no final de novembro de 2018. Com o lançamento do pôster no início de dezembro, a Marvel revelou que a equipe de roteiristas de Joe Shrapnel e Anna Waterhouse havia trabalhado na história do filme, enquanto Jac Schaeffer havia contribuído para o roteiro. Schaeffer já havia sido contratada pela Marvel para escrever Viúva Negra (2021). Os papéis de Annete Bening e Jude Law foram oficialmente confirmados em fevereiro de 2019 como Suprema Inteligência e Yon-Rogg, respectivamente.
O filme foi editado por Elliot Graham e Debbie Berman, marcando a terceira coedição de Berman em um filme do UCM, depois do Homem-Aranha: De Volta ao lar e Pantera Negra. Captain Marvel foi editado usando o software Avid Media Composer no codec Avid DNxHD em computadores Apple. Debbie Berman se envolveu com o filme pela primeira vez quando ela estava trabalhando em De Volta ao Lar e Boden e Fleck foram contratados, e ela mesma foi contratada para Captain Marvel na primeira semana em que ela estava trabalhando em Pantera Negra. Além de Graham e Berman, a equipe de edição era composta pelas primeiras assistentes Jessica Baclesse e Kimberly Boritz, segundas assistentes Basuki Juwono e Christos Voutsinas, e editor assistente Joe Galdo, entre outros. Berman falou com carinho dessa grande equipe, sentindo que eles lhe deram a oportunidade de se concentrar na história do filme, em vez dos aspectos técnicos da edição.

Jackson em One Eight Seven (acima) e em Captain Marvel (abaixo). One Eight Seven (1997) foi usado como uma referência primária para o rejuvenescimento de Jackson em Captain Marvel, que se passa em 1995.

Os efeitos visuais do filme foram criados pela Animal Logic, Cantina Creative, Digital Domain, Framestore, Industrial Light & Magic (ILM), Lola VFX, Luma Pictures, Rise, Rising Sun Pictures, Scanline VFX, Trixter e Elastic, com a Lola VFX trabalhando no rejuvenescimento de Jackson e Gregg. A Lola usou vários filmes de Jackson, incluindo Pulp Fiction: Tempo de Violência (1994), Duro de Matar - A Vingança (1995), Jurassic Park - Parque dos Dinossauros (1993), Máquina Quase Mortífera (1993) e One Eight Seven (1997), como uma referência para seu rejuvenescimento. No entanto, alguns desses filmes foram desqualificados devido às circunstâncias em torno do personagem que Jackson estava interpretando; Pulp Fiction por causa da peruca e pelos faciais do personagem, e Jurassic Park porque o personagem foi feito para parecer mais velho naquele filme. O supervisor de efeitos visuais da Lola, Trent Claus, disse que o visual final foi baseado parte em Duro de Matar - A Vingança e Máquina Quase Mortífera, mas principalmente em One Eight Seven, que ele descreveu como o "filme do herói". Jackson rejuvenesceu aproximadamente 25 anos, dos 70 na época das filmagens para 45 no cenário de 1995. Para fazer isso, Jackson e Gregg aplicaram pontos de rastreamento em seus rostos durante as filmagens, para os quais a equipe VFX poderia ancorar as características faciais "feitas à mão" que foram compostas principalmente no Autodesk Flame. A equipe de Lola incluiu 40 compositores primários com outros 15–20 compositores juniores, e criou aproximadamente 500 tomadas VFX diferentes, das quais 385 foram usadas no corte final do filme. Esta foi a primeira vez que a Lola diminuiu a idade de um ator sem usar um dublê, pois demoraria muito para refazer todas as cenas de Fury com o dublê.
A Trixster fez o desenvolvimento inicial no visual dos poderes binários de Danver e contribuiu com a maioria dos efeitos visuais para o gato Goose, incluindo movimentos que eram impossíveis para gatos da vida real fazerem. A ILM lidou com as características alienígenas de Goose, bem como grande parte da batalha final na qual eles usaram o trabalho da Trixter nos poderes binários, bem como inspiração em quadrinhos e video-games. A ILM também fez alguns trabalhos no ambiente virtual da Inteligência Suprema, ao lado do Animal Logic, que se inspirou no interior do Louvre Abu Dhabi e no trabalho que fizeram com fractais para Guardiões da Galáxia Vol. 2 (2017). Essas cenas foram filmadas em uma sala branca sem tela verde ou azul, então o Animal Logic teve que rotoscopear os atores para fora da filmagem e colocá-los no ambiente digital. Para manter a qualidade do cabelo dos atores durante esse processo, a Animal Logic criou o cabelo digital para Larson e Bening. A Luma Pictures foi a principal responsável pela sequência de perseguição ao trem, apelidada de cena "French Connection" em homenagem ao filme de 1971 de mesmo nome. Eles tiveram que fazer a filmagem parecer que estava continuando ao longo de uma única linha de trem, já que a sequência foi filmada em vários locais ao redor de Los Angeles. A Digital Domain trabalhou nas sequências de transformação de Skrull, a Rise criou o ambiente externo de Hala e a Framestore cuidou da sequência de batalha em Torfa. A Rising Sun lidou com todos os hologramas do antebraço dos Kree, o interior do hangar do Projeto Pegasus e o exterior do Quadjet. A Scanline trabalhou em efeitos para as perseguições aéreas e a cena do acidente onde Danvers ganha seus poderes. A Elastic criou os títulos finais e a The Third Floor, Inc. forneceu o trabalho de pré-visualização e pós-visualização.
A cena no meio dos créditos do filme mostra a Capitã Marvel encontrando os Vingadores, e foi dirigida por Anthony e Joe Russo. Boden a descreveu como uma introdução para Vingadores: Ultimato. Para Captain Marvel, o Marvel Studios modificou seu logotipo de produção para homenagear Stan Lee, que morreu em 12 de novembro de 2018, substituindo os personagens no logotipo pelas participações especiais de Lee no UCM. O logotipo é seguido por uma tela preta com os dizeres "Obrigado, Stan". Feige disse que isso foi feito porque o filme é o primeiro da Marvel desde que Lee morreu, e eles queriam começar o filme reconhecendo-o com uma celebração de seu legado, em vez de adicionar um memorial sombrio ao final do filme.

## Trilha sonora
Pinar Toprak assinou contrato para compor a trilha sonora do filme em junho de 2018, tornando-a a primeira mulher a fazer uma trilha para um filme do UCM. Toprak começou criando o tema da personagem-título, antes de desenvolver temas para os Kree e os Skrulls, que ela tentou conectar em ordem para "encontrar o universo" para as cenas do filme no espaço e na Terra. Toprak queria que o tema da Capitã Marvel fosse reconhecível a partir de suas duas primeiras notas. Além da trilha de Toprak, a trilha sonora do filme inclui o tema de Os Vingadores (2012) de Alan Silvestri, o Marvel Studios Fanfare de Michael Giacchino, que é tocada sobre o logotipo do Marvel Studios e referenciada durante a aparição de Stan Lee e músicas da década de 1990.
Em abril de 2019, Mark Salcido do site Screen Geek alegou que a Marvel e os diretores do filme ficaram insatisfeitos com o trabalho de Toprak no filme, mesmo depois que ela respondeu a "amplas" notas, e a substituiu como compositora do filme por Giacchino. Giacchino respondeu confirmando que estava envolvido no filme, revelando que ele foi convidado a dar um feedback sobre o trabalho de Toprak, enquanto ele estava trabalhando com a Marvel na trilha de Homem-Aranha: Longe de Casa (2019). Ele achou que Toprak havia escrito um "belo tema e uma trilha sonora inspiradora" para o filme, e a ajudou a trabalhar em "algumas faixas", que ele disse ter sido ele apoiando-a como um membro da "família" Marvel. Giacchino deixou claro que ele "não escreveu a trilha para Captain Marvel ... resumindo, [Toprak] é uma compositora fabulosa e certamente não precisa de mim".

## Marketing

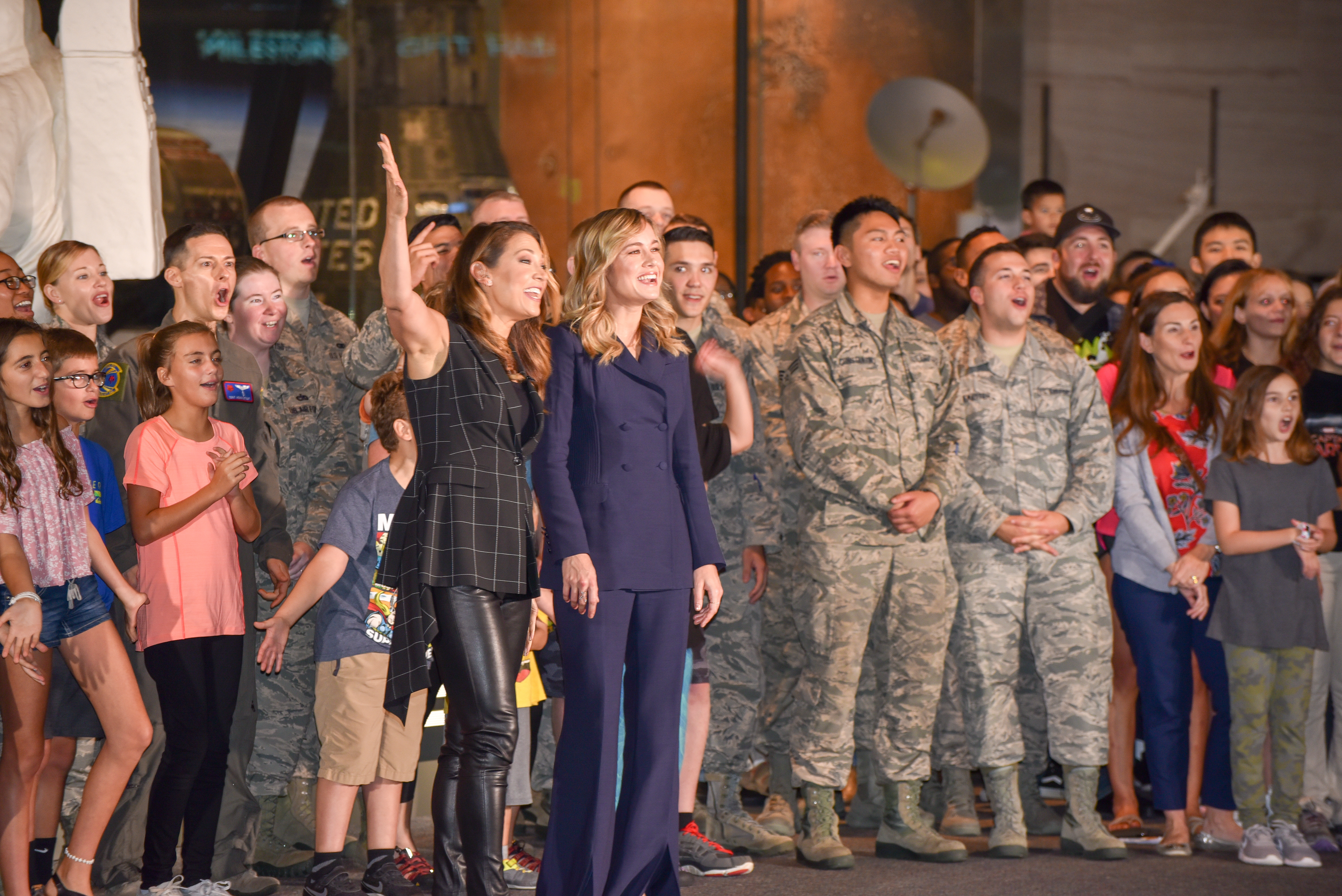
Brie Larson com aviadores do Air Force District of Washington e suas famílias na exibição do primeiro trailer de Captain Marvel no National Air and Space Museum

Em 2017, uma arte conceitual do filme foi exibida na San Diego Comic-Con, e um first look de Larson como Danvers foi revelado na CineEurope. Larson lançou o primeiro trailer do filme em setembro no National Air and Space Museum no Good Morning America. Petrana Radulovic, do Polygon, sentiu que o trailer mostrava "ação em grande escala e caos intergaláctico que atinge as alturas para Guerra do Infinito", enquanto Ben Kuchera, também do Polygon, aprovou a abertura do trailer com a Blockbuster Video já que seu logotipo é identificável para o público. Kuchera também comparou as sequências de pilotos da Força Aérea "banhados pelo sol" com Top Gun. Devan Coogan da Entertainment Weekly chamou o trailer de "uma introdução poderosa à primeira heroína feminina solo do UCM". Graeme McMillian do The Hollywood Reporter sentiu que a narração proeminente de Nick Fury "fundamenta o trailer em algo—alguém—familiar para os fiéis da Marvel", mas disse que as mudanças na história de origem da personagem foram "uma proposição arriscada" para fãs de longa data da personagem. Richard Newby, também do The Hollywood Reporter, observou que a falta de familiaridade da personagem para o público não foi apresentada como uma piada no trailer como em Guardiões da Galáxia e Homem-Formiga (2015), e elogiou Ben Davis pelo visual mais fundamentado do que dos filmes anteriores do UCM. O trailer recebeu algumas críticas, incluindo que o enredo apresentado não era claro, confusão quanto ao motivo de Danvers socar uma mulher idosa e objeções a Danvers não sorrir muito. O trailer foi visto 109 milhões de vezes nas primeiras 24 horas, tornando-se o 11º trailer mais visto naquele período.
O segundo trailer estreou em 3 de dezembro de 2018, durante o intervalo do jogo entre o Washington Redskins e o Philadelphia Eagles no Monday Night Football. McMillian sentiu que o trailer respondeu abertamente às críticas online do primeiro, incluindo o esclarecimento de que "a senhora idosa que Carol dá um soco era um Skrull", mais fotos dela sorrindo e "ênfase adicional em explicar o enredo e estabelecer Carol Danvers como personagem". McMillian comparou o conteúdo e a estrutura dos dois trailers de Captain Marvel aos de Thor (2011) e Capitão América: O Primeiro Vingador. Newby sentiu que o segundo trailer "oferece mais ação e uma visão mais aprofundada da mitologia em torno da" Capitã Marvel, mas criticou-o por não ajudar a apresentar os personagens secundários do filme. Ele comparou o trailer a uma versão de super-herói de Starman - O Homem das Estrelas (1984), John Carpenter, explicando: "Explosões, batalhas espaciais e superpoderes podem atrair multidões, mas são os momentos [de] humanidade e introspecção que permitirão Captain Marvel deixar sua marca e encorajar o público a se preocupar com o mistério que cerca quem ela é". No dia 8 de dezembro, Larson participou de um painel na CCXP do Brasil, onde compartilhou filmagens e um trailer estendido do filme, e apresentou um pôster exclusivo para o evento. Em 3 de janeiro de 2019, a Boxoffice revelou que seu serviço de métrica do "Trailer Impact" indicou que aproximadamente 66-70% das pessoas entrevistadas que viram o trailer de Captain Marvel nas últimas duas semanas expressaram interesse em ver o filme. Nas duas semanas que foi medido pelo "Trailer Impact", foi o número dois para ambos, atrás de Vingadores: Ultimato, e teve uma das maiores porcentagens de entrevistados expressando interesse em ver o filme pelo serviço. O "Trailer Impact" geralmente inclui filmes 10 semanas antes do lançamento, mas a BoxOffice decidiu adicionar Captain Marvel à pesquisa 12 semanas antes.
Em janeiro de 2019, a plataforma de crowdfunding GoFundMe anunciou a #CaptainMarvelChallenge, uma campanha para comprar ingressos e bebidas para meninas e acompanhantes na filial da Grande Los Angeles da Girls, Inc. A campanha, inspirada pelo sucesso do #BlackPantherChallenge, que arrecadou mais de 50.000 dólares para as crianças assistirem Pantera Negra, veio depois que Brie Larson sugeriu no Twitter que deveria haver uma campanha semelhante para Captain Marvel. Para a turnê de imprensa do filme, Larson observou que ela estaria "pressionando por representação geral: minhas entrevistas, capas de revistas, as roupas que estou vestindo" como parte de seu apoio à inclusão e oposição ao assédio sexual em Hollywood. Em fevereiro, um comercial do filme foi ao ar durante a transmissão do Super Bowl LIII na televisão. Bruce Fretts, do The New York Times, listou o comercial como um dos melhores anúncios para ir ao ar durante a transmissão, afirmando: "O comercial apresenta uma nova frase de efeito—'mais alto, mais longe, mais rápido'— e faz jus a isso com uma montagem ultrarrápida que acelera os pulsos". A CBS cobrou 5,25 milhões de dólares para cada anúncio de 30 segundos que foi ao ar durante o jogo. Também em fevereiro, a Alaska Airlines revelou um jato Boeing 737-800 com o tema de Captain Marvel, apresentando o logotipo do filme na lateral e imagens do gato Goose em suas asas. O avião foi estreado no Aeroporto Internacional de Seattle-Tacoma antes de seu primeiro voo para o Condado de Orange, Califórnia. No final do mês, um vídeo de uma hora de Goose foi transmitido ao vivo no canal da Marvel no YouTube.

## Lançamento

### Cinema

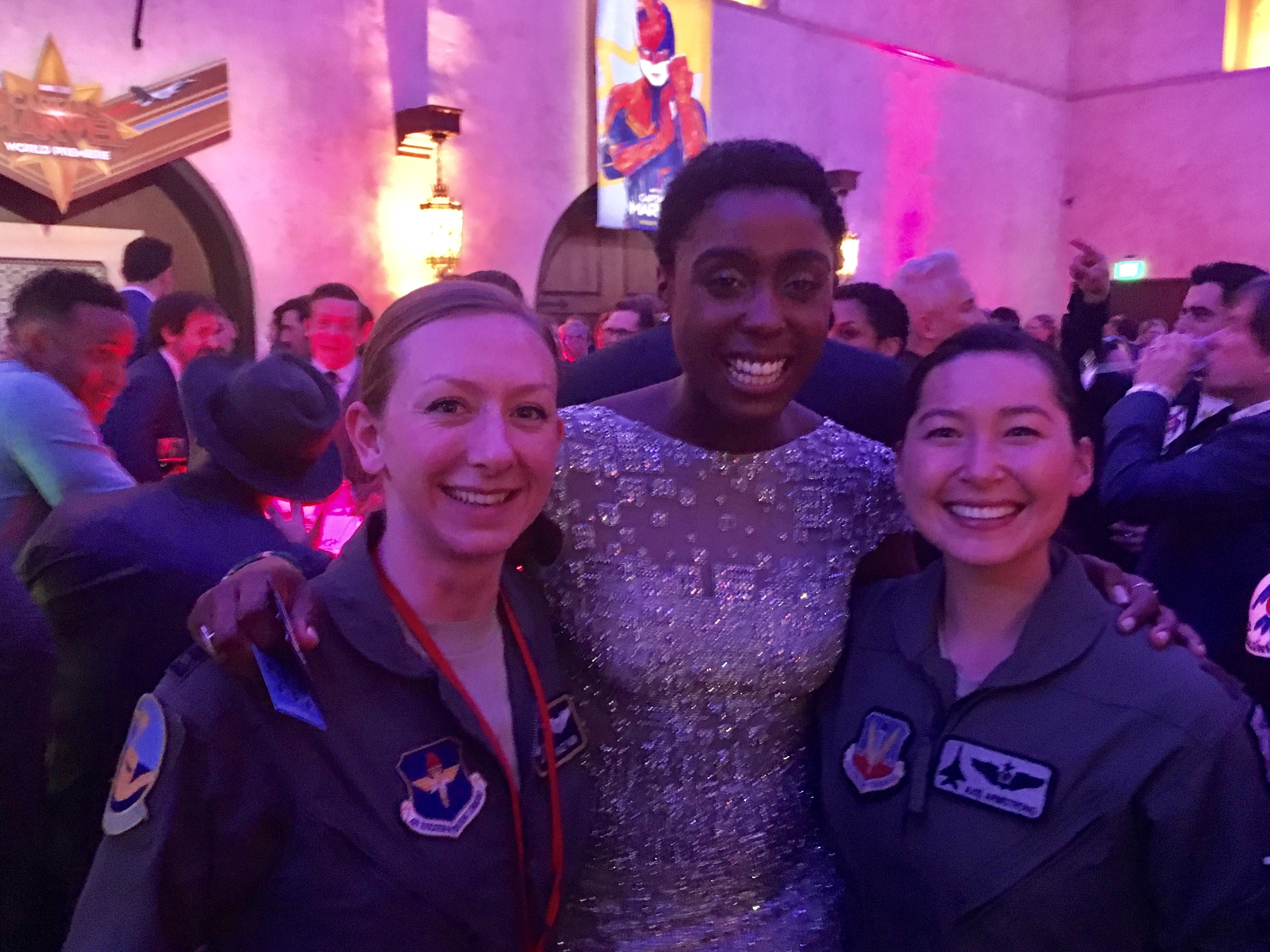
Lashana Lynch com aviadores do 311º Esquadrão de Caça na estréia de Captain Marvel em Hollywood.

Captain Marvel estreou em Londres em 27 de fevereiro de 2019 e em Hollywood em 4 de março. A estréia de Hollywood incluiu um sobrevoo pelos Thunderbirds da Força Aérea dos Estados Unidos em homenagem ao piloto dos Thunderbirds, Major Stephen Del Bagno, que foi consultor de Larson no filme antes de morrer em um acidente de treinamento em abril de 2018. Foi lançado nos Estados Unidos em 8 de março de 2019, coincidindo com o Dia Internacional da Mulher, nos formatos convencional, 3D e IMAX. Inicialmente foi programado para lançar em 6 de julho de 2018, mas em fevereiro de 2015 foi movido para 2 de novembro de 2018 para abrir espaço para Homem-Aranha: De Volta ao Lar e em outubro de 2015 foi adiado para sua data final de março de 2019 para Homem-Formiga e a Vespa (2018). O lançamento do filme no Paquistão foi adiado por quatro semanas. Na época, a divisão da Disney no Sul da Ásia, sediada na Índia, não havia concedido ao Paquistão o direito de distribuí-lo. Comentaristas online especularam que isso se devia às contínuas tensões indo-paquistanesas, mas o chefe da Disney South Asia, Nadeem Mandviwalla, chamou essa declaração de "sem base". Captain Marvel faz parte da Fase Três do MCU.

### Home media
Captain Marvel foi o primeiro filme distribuído pelo Walt Disney Studios Motion Pictures que não entrou na Netflix, depois que a Disney deixou seu contrato de licenciamento com a Netflix expirar. Tornou-se o primeiro lançamento da Disney nos cinemas a ser transmitido exclusivamente no Disney+, lançado em 12 de novembro de 2019. O filme foi lançado para download digital pela Walt Disney Studios Home Entertainment em 28 de maio de 2019 e em Ultra HD Blu-ray, Blu-ray e DVD em 11 de junho. Os lançamentos digitais e em Blu-ray incluem materiais bônus, cenas excluídas e erros de gravação. Captain Marvel arrecadou mais de 67 milhões de dólares com as vendas de home vídeo nos EUA.

## Recepção

### Bilheteria
Captain Marvel arrecadou 426,8 milhões de dólares nos Estados Unidos e Canadá, e 701,6 milhões de dólares em outros territórios, para um total mundial de US$ 1,128 bilhão de dólares. Teve uma estreia mundial de 456,7 milhões de dólares, a sexta maior de todos os tempos e a maior abertura para um filme protagonizado por uma mulher. O Deadline Hollywood estimou que o filme teve um custo total de produção e publicidade de 300 milhões de dólares e previu que ultrapassaria seu ponto de equilíbrio ao chegar a 750 milhões de dólares na primeira semana. É o quinto filme de maior bilheteria de 2019. Em 2 de abril de 2019, o filme ultrapassou a marca de 1 bilhão de dólares em todo o mundo, tornando-se o primeiro filme de super-heróis protagonizado por uma mulher a conseguir esse feito, bem como o sétimo título da Marvel, o 19º filme da Disney e o 38º filme no geral. O Deadline Hollywood calculou o lucro líquido do filme em 414 milhões de dólares, contabilizando orçamentos de produção, P&A, participações de talentos e outros custos, com arrecadação de bilheteria e receitas auxiliares da mídia doméstica, colocando-o em quinto lugar em sua lista de "Blockbusters Mais Valiosos".
As primeiras 24 horas de vendas antecipadas de ingressos do filme, que começaram em 7 de janeiro de 2019, ficaram em terceiro lugar no Fandango para um filme do UCM, atrás de Vingadores: Guerra Infinita e Pantera Negra, e em segundo lugar no Atom Tickets, atrás de Guerra Infinita. De acordo com o Fandango, Captain Marvel teve a terceira maior venda de ingressos avançada de qualquer filme do UCM, atrás de Guerra Infinita e Pantera Negra, e ultrapassou Mulher-Maravilha e Aquaman (2018) durante o mesmo período. O filme arrecadou 61,4 milhões de dólares em seu primeiro dia, incluindo 20,7 milhões de dólares nas prévias de quinta-feira à noite, que foi o quinto maior total para um filme da Marvel e o segundo maior para um lançamento em março atrás de Batman vs Superman: A Origem da Justiça (2016). Ele arrecadou 153,4 milhões de dólares em seu fim de semana de abertura, a terceira melhor abertura de março e a sétima maior do UCM. O filme permaneceu em primeiro durante o segundo fim de semana com 69,3 milhões de dólares, o segundo maior fim de semana do segundo ano em março, atrás de A Bela e a Fera (2017). O filme arrecadou 35,2 milhões de dólares em seu terceiro fim de semana, caindo para o segundo atrás de Nós (2019). Nas semanas seguintes, caiu para terceiro, quinto, sexto e quarto, antes de subir para o segundo lugar novamente em seu oitavo fim de semana com o lançamento de Vingadores: Ultimato.
Em seu primeiro dia de lançamento internacional, o filme arrecadou 5,9 milhões de dólares na Coreia do Sul e 1,7 milhão de dólares na França, além de 2,51 milhões de dólares nas prévias de quinta-feira à noite na China, o quarto melhor para um filme do UCM no país. Durante o primeiro dia nos territórios estrangeiros, o filme arrecadou 44 milhões de dólares, incluindo 9,1 milhões de dólares na Coreia do Sul, 3 milhões de dólares no Brasil, 2,9 milhões de dólares na França e 2,5 milhões de dólares na Austrália. Também arrecadou 34 milhões de dólares em seu primeiro dia na China, o terceiro melhor dia de uma abertura de um filme de super-heroí de todos os tempos. O filme teve um fim de semana de estreia no exterior de 302,4 milhões de dólares, o quinto melhor de todos os tempos. Seus maiores mercados foram a China (89,3 milhões de dólares), Coreia do Sul (24,1 milhões de dólares), o Reino Unido (16,8 milhões de dólares), o Brasil (13,4 milhões de dólares, a segunda maior abertura da história do país) e México (12,8 milhões de dólares, a maior abertura da história). Em apenas 12 dias de lançamento, os países com o maior faturamento do filme foram a China (135,7 milhões de dólares), Coreia do Sul (37,5 milhões de dólares), o Reino Unido (32,9 milhões de dólares), o Brasil (26,1 milhões de dólares) e México (25,7 milhões de dólares). Em 2 de abril, os maiores mercados estrangeiros do filme eram China (152,3 milhões de dólares), Coreia do Sul (43,7 milhões de dólares), Reino Unido (43,3 milhões de dólares), Brasil (34,5 milhões de dólares) e México (31,8 milhões de dólares).

### Resposta da crítica
O Rotten Tomatoes relatou um índice de aprovação de 79% com uma pontuação média de 6,8 / 10, com base em 523 avaliações. O consenso crítico do site diz: "Repleto de ação, humor e emoções visuais, Captain Marvel apresenta o mais recente herói do UCM com uma história de origem que faz uso eficaz da fórmula de assinatura da franquia". O Metacritic, que usa uma média ponderada, atribuiu ao filme uma pontuação de 64 em 100 com base em 56 críticos, indicando "avaliações geralmente favoráveis". De acordo com o The New York Times, a recepção geral do filme foi "bastante positiva", mas não foi tão bem recebida como outros filmes do UCM. O Hindustan Times, reunindo várias avaliações do filme, elogiou a atuação de Brie Larson, mas também criticou a "trama complicada e falta de originalidade" do filme.

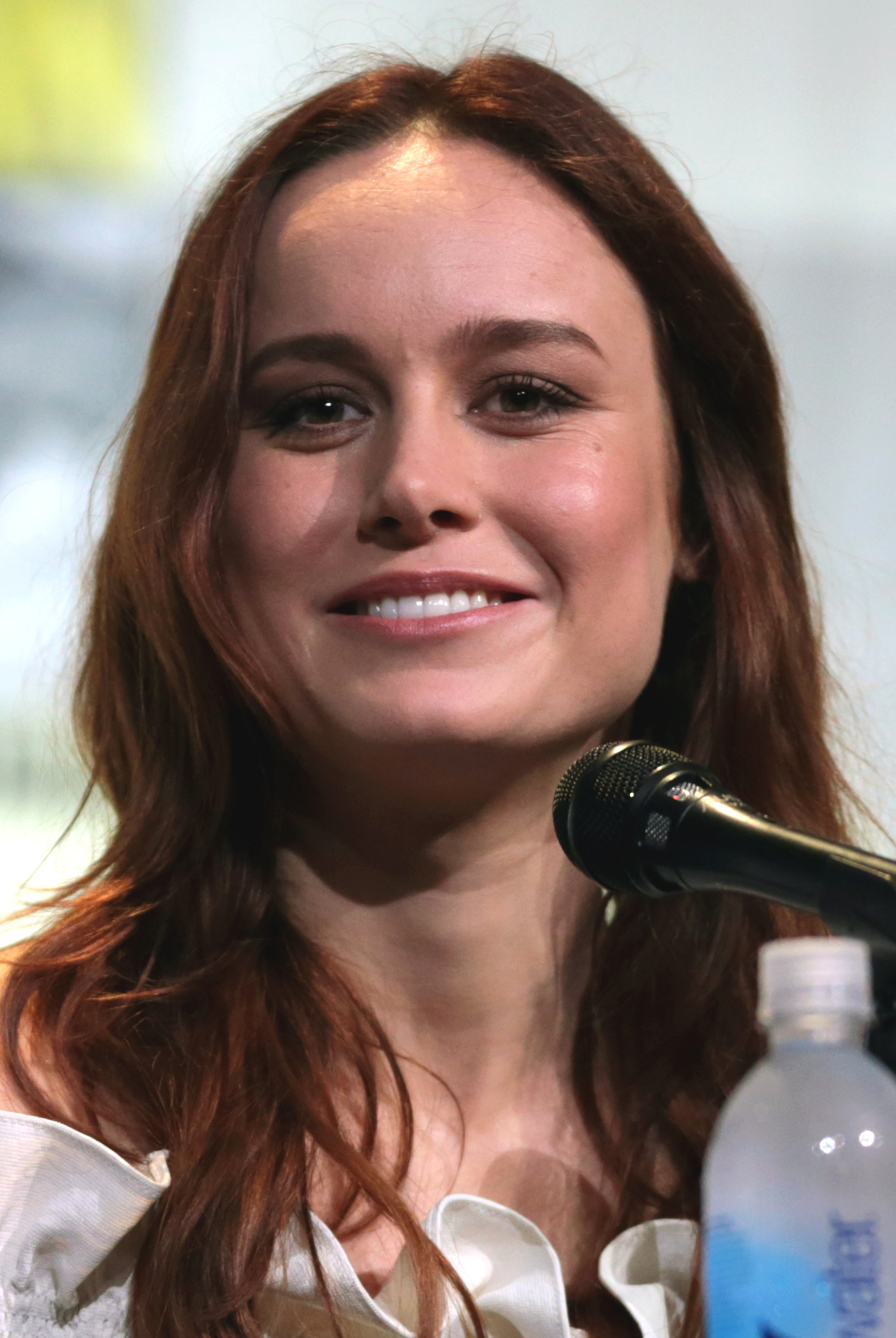
A performance de Larson como Carol Danvers foi elogiada pelos críticos.

Kenneth Turan, escrevendo para o Los Angeles Times, elogiou o desempenho de Larson e a direção de Boden e Fleck, dizendo: "A Marvel reconheceu, como este filme prova, que mesmo gigantes com muitos efeitos podem se beneficiar de um toque de direção que é humano, não programático, que entende o caráter e as nuances e pode criar cenas com um peso emocional que não poderíamos esperar". A. O. Scott, do The New York Times disse que o filme "não era muito longo, não era muito presunçoso e se beneficia da habilidade e talento de um elenco que inclui Annette Bening, Jude Law e Ben Mendelsohn".  Escrevendo para a Variety, Owen Gleiberman também elogiou a direção do filme. Ele disse que Boden e Fleck não foram capazes de manter seu estilo característico de "neorealismo americano discreto", mas ainda estava otimista sobre como eles foram capazes de criar um filme com "truques e temperamentos suficientes e camadas de prestidigitação para nos manter honestamente absorvidos" dentro do estilo da casa do UCM. Richard Roeper, do Chicago Sun-Times, deu ao filme 3,5 de 4 estrelas e disse que foi um "verdadeiro deleite" seguir as histórias de origem de Carol Danvers e Nick Fury. Peter Travers, da Rolling Stone, deu quatro estrelas e elogiou o desempenho de Larson por trazer "camadas de sentimento a um papel que uma atriz inferior poderia ter deixado escapar na pirotecnia. Você vê como ela estabelece as bases para um personagem que desafia a objetificação masculina e se torna semelhante ao que Joni Mitchell chamou de 'uma mulher de coração e mente' ". Anthony Lane do The New Yorker afirmou: "O cinema de super-heróis nos ensinou, ad infinitum, sobre a responsabilidade que é conferida por presentes extraordinários. Louvada seja Larson, por nos lembrar que eles podem ser divertidos".
Todd McCarthy, do The Hollywood Reporter, descreveu o filme como "mundano, marcado por tramas sem imaginação, vilões corteses, um estilo visual brando e falta de entusiasmo em todos os departamentos". David Ehrlich, do IndieWire, deu ao filme uma nota 'C–' e chamou-o de "nem uma explosão do passado, nem um vislumbre inspirador do futuro ... é apenas mais um filme da Marvel. E não um particularmente bom". Ehrlich elogiou Mendelsohn dizendo que ele teve a melhor atuação no filme. Joe Morgenstern, do The Wall Street Journal, disse que Danvers "é uma candidata ao heroísmo genuíno", mas encontrou uma "dissonância fundamental entre a profundidade de sua situação e a desorganização superficial do roteiro". Ignatiy Vishnevetsky, do The A.V. Club, ficou desapontado com o filme, achando que era "tudo o que você poderia esperar de um filme de super-herói de ficção científica, se você não o via há muito tempo". Richard Brody, também do The New Yorker, comparou o filme a um comercial político que "embala uma mensagem valiosa [mas] dificilmente conta como uma experiência estética. A mensagem do filme é transmitida menos por meio da história do que por meio de seu elenco".

### Resposta da audiência
No final de dezembro de 2018, o filme foi nomeado como o filme mais esperado de 2019 pelo IMDb, o novo filme independente de quadrinhos mais esperado e o segundo blockbuster mais esperado de 2019 de acordo com o serviço de bilheteria Fandango, e o segundo filme de super-herói mais antecipado pela Atom Tickets.
Antes do lançamento do filme, a pontuação de "Quero ver" de Captain Marvel — uma pesquisa de expectativa do público no Rotten Tomatoes — caiu para 28%. Os relatórios descreveram o declínio como um esforço de alguns para revisar a página do filme com comentários negativos atacando o filme e Larson por seu feminismo percebido. O Rotten Tomatoes alterou o recurso "Quero ver" logo depois, mostrando apenas o número de pessoas que indicaram interesse no filme, ao invés de uma porcentagem. O anúncio dizia que isso fazia parte de uma reformulação maior do site e que o recurso "Quero Ver" seria restaurado assim que o filme fosse lançado. Às 8h00 do dia de estreia nos Estados Unidos, o filme teve uma pontuação de 33% da audiência no Rotten Tomatoes em mais de 58.000 avaliações, o que foi mais avaliações do que Vingadores: Guerra Infinita teve durante toda a sua exibição. Os analistas atribuíram a pontuação baixa e o número absoluto de avaliações a trollagem online. O Rotten Tomatoes disse mais tarde que um bug era responsável pela alta contagem de comentários, e por volta das 13h00 o número de avaliações contadas caiu para 7.000, com uma pontuação de público de 35%. Em 20 de março de 2020, a pontuação do público era de 48% com base em pouco mais de 94.620 avaliações.
O público do filme entrevistado pela CinemaScore deu a ele uma nota média de "A" em uma escala de A + a F, enquanto o PostTrak relatou que os cineastas deram a ele uma pontuação geral positiva de 84% e 73% de "recomendação definitiva". 58% disseram que atendeu às expectativas, enquanto 35% disseram que as superou. Ao contrário de Mulher-Maravilha, que foi assistido por mais mulheres do que homens, a audiência inicial de Captain Marvel era 61% masculina, de acordo com a PostTrak. Discutindo essas estatísticas, Anthony D'Alessandro do Deadline Hollywood elogiou o CinemaScore e o PostTrak por realizarem pesquisas científicas que identificaram como o público se sentia em relação ao filme e criticou a pontuação da audiência do Rotten Tomatoes como um "meio antigo de 1990 de coletar opiniões online", ou seja influenciado pelo "barulho dos trolladores da Internet".

### Reconhecimentos
| Prêmio                                         | Data da cerimônia       | Categoria                                                             | Recebedor(es)                                                                               | Resultado | Ref(s)  |
| ---------------------------------------------- | ----------------------- | --------------------------------------------------------------------- | ------------------------------------------------------------------------------------------- | --------- | ------- |
| AACTA Awards                                   | 4 de dezembro de 2019   | Melhores efeitos visuais ou animação                                  | Chris Townsend, Damien Carr, Paul Butterworth, Greg Jowle                                   | Indicado  | [ 231 ] |
| ASCAP Award                                    | 23 de junho de 2019     | Melhores filmes de bilheteria                                         | Pinar Toprak                                                                                | Venceu    | [ 232 ] |
| Costume Designers Guild Awards                 | 28 de janeiro de 2019   | Excellence in Fantasy Film                                            | Sanja M. Hays                                                                               | Indicado  | [ 233 ] |
| Golden Trailer Awards                          | 29 de maio de 2019      | Melhor aventura de fantasia                                           | "Unstoppable" (MOCEAN)                                                                      | Indicado  | [ 234 ] |
| Golden Trailer Awards                          | 29 de maio de 2019      | Melhor anúncio de aventura de fantasia na TV (para um longa-metragem) | "Ready" (MOCEAN)                                                                            | Indicado  | [ 234 ] |
| Golden Trailer Awards                          | 29 de maio de 2019      | Melhor edição de som em um comercial de TV (para um longa-metragem)   | "Buckle Up for Safe" :90 (AV Squad)                                                         | Indicado  | [ 234 ] |
| Golden Trailer Awards                          | 29 de maio de 2019      | Melhor pôster de aventura de fantasia                                 | "Dolby Poster" (LA)                                                                         | Venceu    | [ 234 ] |
| Hollywood Critics Association Awards           | 9 de janeiro de 2020    | Melhor filme de ação / guerra                                         | Captain Marvel                                                                              | Indicado  | [ 235 ] |
| Hollywood Critics Association Awards           | 9 de janeiro de 2020    | Melhor Blockbuster                                                    | Captain Marvel                                                                              | Indicado  | [ 235 ] |
| Hollywood Critics Association Awards           | 9 de janeiro de 2020    | Melhor dublê                                                          | Captain Marvel                                                                              | Indicado  | [ 235 ] |
| Hugo Award                                     | 1 de agosto de 2020     | Melhor apresentação dramática                                         | Captain Marvel                                                                              | Indicado  | [ 236 ] |
| Make-Up Artists and Hair Stylists Guild Awards | 11 de janeiro de 2020   | Longa-metragem: melhores efeitos especiais de maquiagem               | Brian Sipe, Alexei Dmitriew, Sabrina Wilson                                                 | Indicado  | [ 237 ] |
| MTV Movie & TV Awards                          | 17 de junho de 2019     | Melhor herói                                                          | Brie Larson                                                                                 | Indicado  | [ 238 ] |
| MTV Movie & TV Awards                          | 17 de junho de 2019     | Melhor luta                                                           | Brie Larson vs. Gemma Chan                                                                  | Venceu    | [ 238 ] |
| National Film & TV Awards                      | 3 de dezembro de 2019   | Melhor atriz                                                          | Brie Larson                                                                                 | Indicado  | [ 239 ] |
| National Film & TV Awards                      | 3 de dezembro de 2019   | Melhor atriz                                                          | Gemma Chan                                                                                  | Indicado  | [ 239 ] |
| National Film & TV Awards                      | 3 de dezembro de 2019   | Melhor Filme de Ação                                                  | Captain Marvel                                                                              | Indicado  | [ 239 ] |
| Nebula Award                                   | 31 de maio de 2020      | Prêmio Ray Bradbury para apresentação dramática de destaque           | Anna Boden & Ryan Fleck & Geneva Robertson-Dworet                                           | Indicado  | [ 240 ] |
| Nickelodeon Kids' Choice Awards                | 2 de maio de 2020       | Filme favorito                                                        | Captain Marvel                                                                              | Indicado  | [ 241 ] |
| Nickelodeon Kids' Choice Awards                | 2 de maio de 2020       | Atriz de cinema favorita                                              | Brie Larson (também por Vingadores: Ultimato)                                               | Indicado  | [ 241 ] |
| Nickelodeon Kids' Choice Awards                | 2 de maio de 2020       | Super-herói favorito                                                  | Brie Larson (também por Vingadores: Ultimato)                                               | Indicado  | [ 241 ] |
| People's Choice Awards                         | 10 de novembro de 2019  | Filme de 2019                                                         | Captain Marvel                                                                              | Indicado  | [ 242 ] |
| People's Choice Awards                         | 10 de novembro de 2019  | Filme de ação de 2019                                                 | Captain Marvel                                                                              | Indicado  | [ 242 ] |
| People's Choice Awards                         | 10 de novembro de 2019  | Estrela de cinema masculina de 2019                                   | Samuel L. Jackson                                                                           | Indicado  | [ 242 ] |
| People's Choice Awards                         | 10 de novembro de 2019  | Estrela de cinema feminina de 2019                                    | Brie Larson                                                                                 | Indicado  | [ 242 ] |
| People's Choice Awards                         | 10 de novembro de 2019  | Estrela do filme de ação de 2019                                      | Brie Larson                                                                                 | Indicado  | [ 242 ] |
| The ReFrame Stamp                              | 26 de fevereiro de 2020 | Os 100 maiores destinatários de recursos narrativos de 2019           | Captain Marvel                                                                              | Venceu    | [ 243 ] |
| Saturn Awards                                  | 13 de setembro de 2019  | Melhor Filme filme de quadrinhos                                      | Captain Marvel                                                                              | Indicado  | [ 244 ] |
| Saturn Awards                                  | 13 de setembro de 2019  | Melhor atriz                                                          | Brie Larson                                                                                 | Indicado  | [ 244 ] |
| Saturn Awards                                  | 13 de setembro de 2019  | Melhor diretor                                                        | Anna Boden and Ryan Fleck                                                                   | Indicado  | [ 244 ] |
| Teen Choice Awards                             | 11 de agosto de 2019    | Choice de melhor filme de ação                                        | Captain Marvel                                                                              | Indicado  | [ 245 ] |
| Teen Choice Awards                             | 11 de agosto de 2019    | Choice atriz de filmes de ação                                        | Brie Larson                                                                                 | Indicado  | [ 245 ] |
| Teen Choice Awards                             | 11 de agosto de 2019    | Choice ator de filmes de ação                                         | Samuel L. Jackson                                                                           | Indicado  | [ 245 ] |
| Teen Choice Awards                             | 11 de agosto de 2019    | Choice vilão do filme                                                 | Jude Law                                                                                    | Indicado  | [ 245 ] |
| Visual Effects Society Awards                  | 29 de janeiro de 2020   | Excelente composição em um recurso fotoreal                           | Trent Claus, David Moreno Hernandez, Jeremiah Sweeney, Yuki Uehara (pelo "Jovem Nick Fury") | Indicado  | [ 246 ] |

## Sequência
The Marvels foi lançado em 10 de novembro de 2023, com Nia DaCosta dirigindo e Megan McDonnell escrevendo o roteiro. Larson reprisa seu papel e é acompanhada por Iman Vellani como Kamala Khan / Ms. Marvel e Teyonah Parris como Monica Rambeau adulta, ambas reprisando seus papéis de suas séries do Disney+. Zawe Ashton aparece como a vilã do filme.